# Кокерелов миши лемур
Кокереловият миши лемур (Mirza coquereli) е вид бозайник от семейство Лемури джуджета (Cheirogaleidae). Видът е застрашен от изчезване.

## Разпространение и местообитание
Разпространен е в Мадагаскар.